# Фристон (округ)
Округ Фристон (англ. Freestone County) расположен в США, штате Техас. На 2000 год численность населения составляла 17 862 человек. По оценке бюро переписи населения США в 2009 году население округа составляло 19 390 человек. Окружным центром является город Фэрфилд.

## История
Округ Фристон был сформирован в 1850 году.

## География
Согласно данным Бюро переписи населения США, площадь округа Фристон составляет 2272 км².

### Основные шоссе
- Федеральная автострада 45
- Шоссе 84
- Автострада 75

### Соседние округа
- Хендерсон  (север)
- Андерсон  (северо-восток)
- Лион  (юго-восток)
- Лаймстон  (юго-запад)
- Наварро  (северо-запад)

## Демография
По данным переписи населения 2000 года в округе проживало 17 862 жителей. Среди них 23,4 % составляли дети до 18 лет, 15,6 % люди возрастом более 65 лет. 47,0 % населения составляли женщины.
Национальный состав был следующим: 80,5 % белых, 17,8 % афроамериканцев, 0,5 % представителей коренных народов, 0,3 % азиатов, 12,5 % латиноамериканцев. 0,9 % населения являлись представителями двух или более рас.
Средний доход на душу населения в округе составлял $16338. 14,5 % населения имело доход ниже прожиточного минимума. Средний доход на домохозяйство составлял $41153.
Также 76,8 % взрослого населения имело законченное среднее образование, а 10,9 % имело высшее образование.